# (8844) 1990 QR2
A (8844) 1990 QR2 a Naprendszer kisbolygóövében található aszteroida. Henry Holt fedezte fel 1990. augusztus 24-én.